# Nordsjællands Storkreds
Der Nordsjællands Storkreds ist ein Mehrpersonenwahlkreis bei Folketingswahlen in Dänemark. Er besteht seit der Folketingswahl 2007, zählt zum Landesteil Hovedstaden und bildet den nördlichen Teil der Region Hovedstaden. Vor 2007 bestanden auf diesem Gebiet das Frederiksborg Amt sowie kleinere Teile aus dem Københavns Amt.

## Opstillingskredse
Der Nordsjællands Storkreds umfasst sechs Opstillingskredse (Aufstellungskreise). In Klammern angegeben ist die Zahl der Wahlberechtigten bei der Wahl 2022:
- 21 – Helsingør (46.889)
- 22 – Fredensborg (46.686)
- 23 – Hillerød (70.397)
- 24 – Frederikssund (58.894)
- 25 – Egedal (60.393)
- 26 – Rudersdal (58.285)

## Wahlergebnisse

### Stimmenanteile
Die Socialdemokraterne haben im Nordsjællands Storkreds einen vergleichsweise schweren Stand. Zwar konnte sie zweimal mehr Stimmen als die Venstre einholen, dennoch liegen die Ergebnisse der Partei deutlich unter denen benachbarter Wahlkreisen. Mit dazu beitragen könnte die Radikale Venstre, welche hier stets ihr bestes Ergebnis außerhalb Kopenhagens verzeichnen kann. Für Det Konservative Folkeparti ist der Nordsjællands Storkreds ebenso der Wahlkreis mit dem höchsten Wähleranteil.
| Wahl | Wahl  | Wahl- berechtigte | Wahl- beteiligung | A    | B    | C    | D   | E   | F    | I 1  | K   | M    | O    | P   | Q   | V    | Æ   | Ø   | Å   | Sonst. |
| ---- | ----- | ----------------- | ----------------- | ---- | ---- | ---- | --- | --- | ---- | ---- | --- | ---- | ---- | --- | --- | ---- | --- | --- | --- | ------ |
| 2007 | [ 2 ] | 316.260           | 89,0              | 20,7 | 07,1 | 13,8 | —   | —   | 10,8 | 4,3  | 0,5 | —    | 12,6 | —   | —   | 28,2 | —   | 2,0 | —   | —      |
| 2011 | [ 3 ] | 321.783           | 90,1              | 18,8 | 11,7 | 06,9 | —   | —   | 07,3 | 7,2  | 0,4 | —    | 10,5 | —   | —   | 31,9 | —   | 5,2 | —   | —      |
| 2015 | [ 4 ] | 328.801           | 88,3              | 22,6 | 06,1 | 05,3 | —   | —   | 03,9 | 11,4 | 0,6 | —    | 18,8 | —   | —   | 20,6 | —   | 6,3 | 4,5 | 0,0    |
| 2019 | [ 5 ] | 335.601           | 87,1              | 21,3 | 11,2 | 11,2 | 3,3 | 1,0 | 06,9 | 3,3  | 1,1 | —    | 07,5 | 1,5 | —   | 23,4 | —   | 5,6 | 2,7 | 0,1    |
| 2022 | [ 1 ] | 341.544           | 86,6              | 23,9 | 04,9 | 07,7 | 3,9 | —   | 07,8 | 9,4  | 0,3 | 11,8 | 02,6 | —   | 0,6 | 14,7 | 4,8 | 4,2 | 3,3 | 0,1    |

### Mandate
Der Nordsjællands Storkreds konnte bei allen bisherigen Wahlen zehn Wahlkreismandate vergeben. In Klammern angegeben ist zudem die Zahl der Ausgleichsmandate, die zusätzlich an Kandidaten aus dem Wahlkreis fielen. 
| Wahl | Gesamt | A     | B     | C     | D     | F     | I 1   | M   | O     | V   | Æ     | Ø     | Å     |
| ---- | ------ | ----- | ----- | ----- | ----- | ----- | ----- | --- | ----- | --- | ----- | ----- | ----- |
| 2007 | 10 (5) | 2 (1) | 1 —   | 1 (1) | —     | 1 (1) | 0 (1) | —   | 1 (1) | 4 — | —     | 0 —   | —     |
| 2011 | 10 (3) | 2 —   | 1 (1) | 0 (1) | —     | 1 —   | 1 —   | —   | 1 —   | 4 — | —     | 0 (1) | —     |
| 2015 | 10 (6) | 3 —   | 0 (1) | 0 (1) | —     | 0 (1) | 1 (1) | —   | 2 (1) | 3 — | —     | 1 —   | 0 (1) |
| 2019 | 10 (4) | 3 —   | 1 (1) | 1 (1) | 0 (1) | 1 —   | 0 —   | —   | 1 —   | 3 — | —     | 0 (1) | 0 —   |
| 2022 | 10 (4) | 4 —   | 0 (1) | 1 —   | 0 (1) | 1 —   | 1 —   | 1 — | 0 —   | 2 — | 0 (1) | 0 —   | 0 (1) |